# Przetacznik górski
Przetacznik górski (Veronica montana L.) – gatunek rośliny należący do rodziny babkowatych (Plantaginaceae), w systemach XX-wiecznych klasyfikowany zwykle do trędownikowatych (Scrophulariaceae). 

## Rozmieszczenie geograficzne
Przetacznik górski jest najmłodszym reliktem, który rozprzestrzenił się w okresie subatlantyckim. Występuje dziko na trzech kontynentach:
- Afryka: Algieria, Tunezja
- Azja: Turcja, Gruzja
- Europa: Albania, Anglia, Austria, Belgia, Białoruś, Bułgaria, Czechy, Dania, Francja, Grecja, Hiszpania, Holandia, Irlandia, Litwa, Mołdawia, Niemcy, Polska, Portugalia, Rosja, Rumunia, Słowacja, Szwajcaria, Szwecja, Ukraina, Węgry, Włochy, dawna Jugosławia

W Polsce występuje na rozproszonych zwykle stanowiskach, głównie w zachodniej i południowej części kraju, zwłaszcza w górskich i podgórskich lasach bukowych. 

## Morfologia

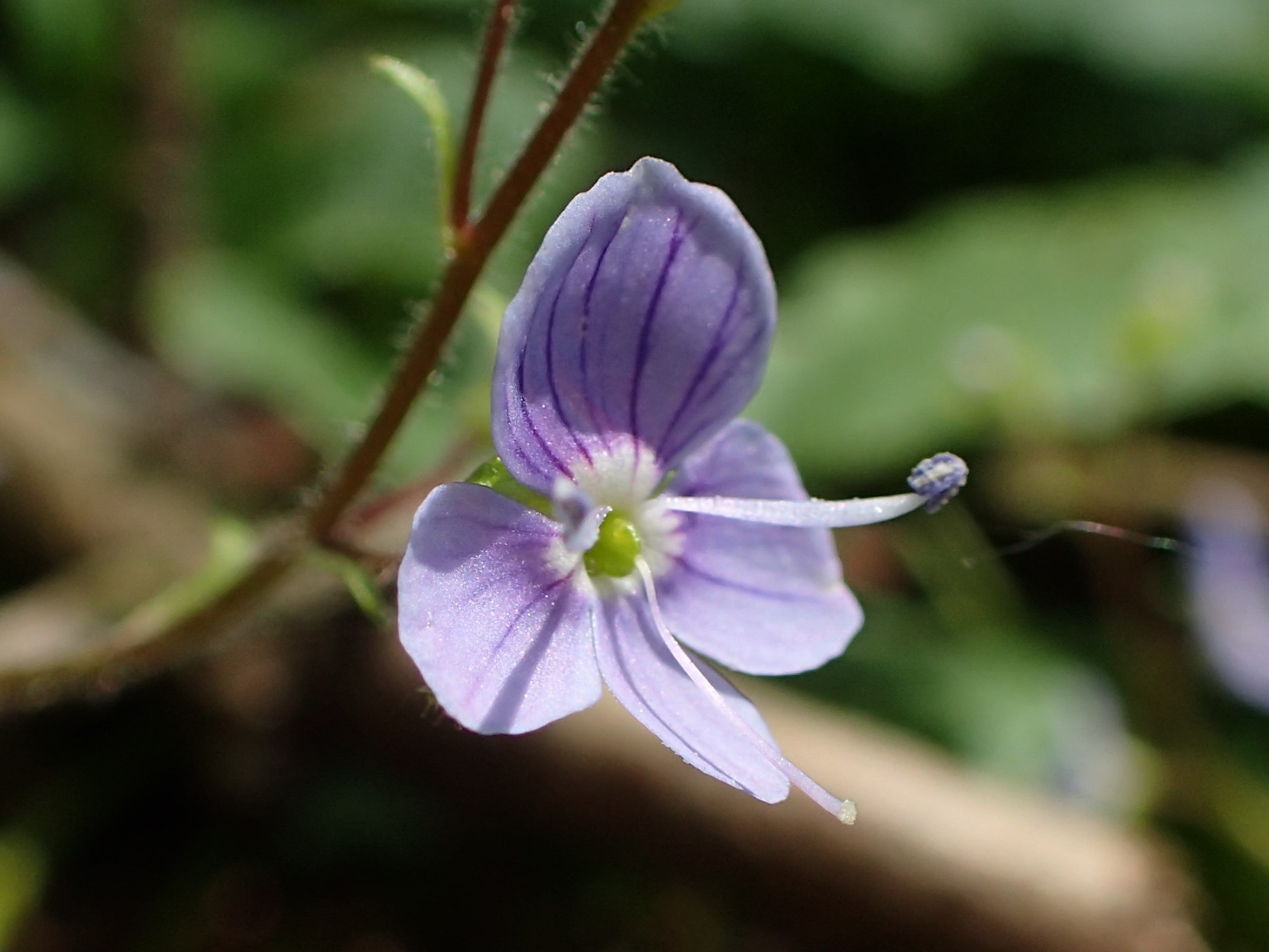
Kwiat

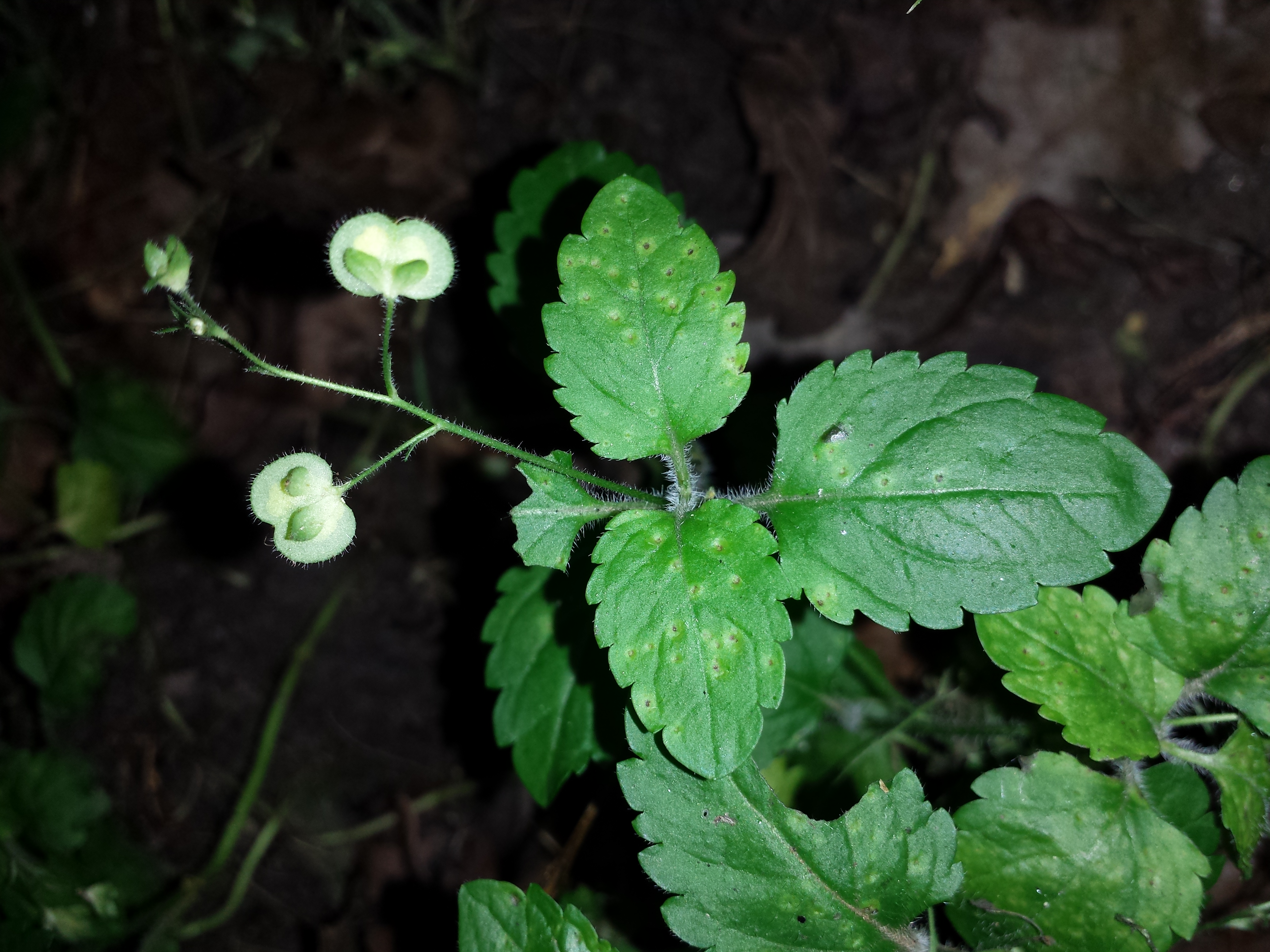
Owoce

ŁodygaPodnosząca się, pojedyncza, niezbyt gruba, o czerwonawym zabarwieniu, w górnej części odgałęziają się od niej z podsadek liściowych łodygi kwiatowe. Główna łodyga zwykle bezkwiatowa, często zakończona pękiem liści. W części przyziemnej wykształca się w formie czołgającego się kłącza, wytwarzającego rozłogi.
LiścieUlistnienie nakrzyżległe. Liście długoogonkowe, romboidalne, górą słabo owłosione, spodem bardziej. Użyłkowanie pierzaste. Brzegi blaszek karbowane lub piłkowane, koniec okrągło zakończony, nasady liści zaokrąglone. Dolne liście na krótkich ogonkach, zmniejszające się w stronę części przyziemnej. W pobliżu kwiatów bezogonkowe równoległe liście przykwiatkowe.
KwiatyZebrane w luźne grona wyrastające z kątów górnych liści niestanowiących przedłużenia pędu głównego. Owłosione szypułki kwiatów dłuższe od kielicha. Zwykle występuje kilka gron i są znacznie krótsze od łodygi. Kielich złożony z 4 wolnych, lancetowatych, tępo zakończonych i silnie owłosionych działek. Korona kółkowa z bardzo krótką rurką, do której dostęp jest zamknięty wieńcem włosków. Jest złożona z 4 płatków lazurowo-błękitnego koloru z wyraźnymi kolorystycznie żyłkami. Płatki prawie równej wielkości, jeden z płatków nieco tylko mniejszy i węższy. Szyjka słupka z pojedynczą szyjką wyższą od pręcików. 2 pręciki o nitkach krótszych od płatków korony.
OwocDwukomorowa, nieco spłaszczona, jabłkowata torebka w stanie dojrzałym zdrewniała, pękająca wzdłuż krawędzi szczytowej. Ma klinowatą nasadę i jest cała owłosiona.

## Biologia i ekologia
Bylina, hemikryptofit, chamefit. Roślina preferuje miejsca wilgotne i chłodne – głównie północne oraz północno-zachodnie zbocza wzgórz, głębokie wąwozy, dna dolin, źródliska, dolinki potoków i strumieni. Gatunek reglowy, stanowiący najliczniejszą grupę w obrębie elementu górskiego, związany z cienistymi, żyznymi lasami liściastymi głównie bukowymi, zaliczany do flory podgórskiej i górskiej. W klasyfikacji zbiorowisk roślinnych gatunek charakterystyczny dla rzędu Fagetalia.